# Île Toc Vers
Île Toc Vers är en obebodd ö i Saint-Barthélemy (Frankrike). Den ligger norr om huvudön, 6 km nordost om huvudstaden Gustavia. 